# 스토크스 현상
복소해석학에서 스토크스 현상(Stokes現象, 영어: Stokes phenomenon)은 전해석 함수의 점근적 근사가 분지절단을 보이는 현상이다.

## 정의
어떤 전해석 함수 {\displaystyle f\colon \mathbb {C} \to \mathbb {C} }가 {\displaystyle |z|\gg 1}에 대하여 다음과 같이 근사된다고 하자.
{\displaystyle f(z)\approx g(z)\qquad (|z|\gg 1)}
여기서 {\displaystyle g(z)}는 전해석 함수가 아니며, 분지절단을 가질 수 있다. 이 경우, {\displaystyle f}가 스토크스 현상을 보인다고 한다.

## 예

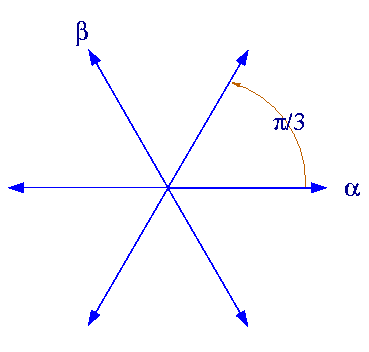
의 스토크스 선들의 모양

에어리 함수 {\displaystyle \operatorname {Ai} (z)}는 {\displaystyle {\widehat {\infty }}}에서 본질적 특이점을 갖는 전해석 함수이다. 임의의 편각 {\displaystyle \operatorname {arg} z}에 대하여, 에어리 함수는 다음과 같이 근사된다.
{\displaystyle \operatorname {Ai} (z)\sim C_{+}x^{-1/4}\exp(+(2/3)x^{3/2})+C_{-}x^{-1/4}\exp(-(2/3)x^{3/2})}
이 근삿값은 전해석 함수가 아니므로, 스토크스 현상이 발생하는 것을 볼 수 있다.
이와 같이, 일반적으로 점근적 근사는 여러 개의 점근적 항으로 구성되어 있다. 대부분의 편각에서는 이 항 가운데 하나만이 지수적으로 우세하게 되고, 따라서 나머지 항들은 버릴 수 있다. 여러 항들의 크기가 일치하게 되는 점들을 반 스토크스 선(영어: anti-Stokes line)이라고 한다. 이러한 점에서는 점근적 근사의 우세한 항이 바뀌게 된다.
열등한 항의 계수는 스토크스 선(영어: Stokes line)에서 급격한 변화를 겪는다. 스토크스 선은 우세한 항이 열등한 항보다 상대적으로 가장 큰 값을 갖는 선이다.
{\displaystyle \operatorname {Ai} (z)}의 스토크스 선들은
{\displaystyle \operatorname {arg} (z)=2n\pi /3\qquad (n\in \mathbb {Z} )}
이며, 반 스토크스 선들은
{\displaystyle \operatorname {arg} (z)=(2n+1)\pi /3\qquad (n\in \mathbb {Z} )}
이다. 스토크스 선 근처에서 {\displaystyle C_{+}}와 {\displaystyle C_{-}}의 값은 급격히 변할 수 있다.

## 역사
조지 가브리엘 스토크스가 에어리 함수를 연구하는 과정에서 발견하였다.

## 같이 보기
- 보렐 합